# Lijst van voetbalinterlands Guam - India
Deze lijst van voetbalinterlands geeft een overzicht van alle officiële voetbalwedstrijden tussen de nationale teams van Guam en India. De landen hebben tot op heden drie keer tegen elkaar gespeeld. De eerste ontmoeting, een kwalificatiewedstrijd voor de AFC Challenge Cup 2014, werd gespeeld in Yangon (Myanmar) op 4 maart 2013. Het laatste duel, een kwalificatiewedstrijd voor het Wereldkampioenschap voetbal 2018, vond plaats op 12 november 2015 in Bangalore.

## Wedstrijden
| № | Plaats    | Datum            | Competitie                          | Wedstrijd    | Uitslag |
| - | --------- | ---------------- | ----------------------------------- | ------------ | ------- |
| 1 | Yangon    | 4 maart 2013     | AFC Challenge Cup 2014 kwalificatie | Guam − India | 0 − 4   |
| 2 | Hagåtña   | 16 juni 2015     | WK 2018 kwalificatie                | Guam − India | 2 − 1   |
| 3 | Bangalore | 12 november 2015 | WK 2018 kwalificatie                | India − Guam | 1 − 0   |

## Samenvatting
| Competitie                     | Totaal gespeeld | Winst Guam | Gelijk | Winst India | Doelsaldo Guam – India |
| ------------------------------ | --------------- | ---------- | ------ | ----------- | ---------------------- |
| WK-kwalificatie                | 2               | 1          | 0      | 1           | 2 − 2                  |
| AFC Challenge Cup-kwalificatie | 1               | 0          | 0      | 1           | 0 − 4                  |
| Totaal                         | 3               | 1          | 0      | 2           | 2 − 6                  |

GFA ·
Bondscoaches ·
Topscorers · 
Guamees vrouwenvoetbalelftal ·
Guam U21
Amerikaans-Samoa ·
Aruba ·
Australië ·
Bangladesh ·
Bhutan ·
Cambodja ·
China ·
Filipijnen ·
Hongkong ·
India ·
Iran ·
Laos ·
Macau ·
Malediven ·
Mongolië ·
Myanmar ·
Nieuw-Caledonië ·
Noord-Korea ·
Oman ·
Pakistan ·
Palestina ·
Salomonseilanden ·
Singapore ·
Sri Lanka ·
Syrië ·
Tadzjikistan ·
Taiwan ·
Turkmenistan ·
Vanuatu ·
Vietnam ·
Zuid-Korea
AIFF · A-Internationals · Bondscoaches · Statistieken · Olympisch elftal · Indiaas vrouwenelftal · India U21 · India U20 · India U19 · India U18 · India U17
1930 – 1949 · 
1950 – 1959 · 
1960 – 1969 · 
1970 – 1979 · 
1980 – 1989 · 
1990 – 1999 · 
2000 – 2009 · 
2010 – 2019 ·
2020 − 2029
Afghanistan ·
Argentinië ·
Australië ·
Azerbeidzjan · 
Bahrein ·
Bangladesh ·
Bhutan ·
Brunei ·
Cambodja ·
China ·
Curaçao ·
Fiji ·
Filipijnen ·
Finland ·
Ghana ·
Guam ·
Guyana ·
Hongarije ·
Hongkong ·
IJsland ·
Indonesië ·
Irak ·
Iran ·
Israël ·
Jamaica ·
Japan ·
Jemen ·
Jordanië ·
Kameroen ·
Kenia ·
Kirgizië ·
Koeweit ·
Laos ·
Libanon ·
Macau ·
Malediven ·
Maleisië ·
Marokko ·
Mauritius ·
Mongolië ·
Myanmar ·
Namibië ·
Nepal ·
Nieuw-Zeeland ·
Noord-Korea ·
Oezbekistan ·
Oman ·
Pakistan ·
Palestina ·
Peru ·
Polen ·
Puerto Rico ·
Qatar ·
Saint Kitts en Nevis ·
Saoedi-Arabië ·
Singapore ·
Sovjet-Unie ·
Sri Lanka ·
Suriname ·
Syrië ·
Tadzjikistan ·
Taiwan ·
Thailand ·
Trinidad en Tobago ·
Turkmenistan ·
Uruguay ·
Vanuatu ·
Verenigde Arabische Emiraten ·
Vietnam ·
Wit-Rusland ·
Zambia ·
Zuid-Korea ·
Zuid-Vietnam